# Hadrops flavus
Hadrops flavus är en skalbaggsart som beskrevs av Lea 1919. Hadrops flavus ingår i släktet Hadrops och familjen Melolonthidae. Inga underarter finns listade i Catalogue of Life.